# Witchfinder General
A Witchfinder General brit doom metal/heavy metal zenekar volt. Tagjai: Phil Cope, Johnny Fisher, Steve Kinsell, Zeeb Parkes, Kevin McCready, Graham Ditchfield, Rod Hawkes, Dermot Rotmond és Gary Martin.
Nevüket egy 1968-as horrorfilmről kapták. 1979-ben alakultak meg Stourbridge-ben. A doom metal egyik jelentős zenekarának és korai képviselőjének számítanak. 2008-ban kiadtak egy harmadik stúdióalbumot, majd feloszlottak. Karrierjük alatt azonban egyszer már szintén feloszlottak, 1984-ben.

## Tagok
- Phil Cope – gitár (1979–1984, 2006–2008), basszusgitár (1982)
- Johnny Fisher – basszusgitár (1979–1980)
- Steve Kinsell – dobfelszerelés (1979–1982)
- Zeeb Parkes – éneklés (1979–1984)
- Kevin McCready – basszusgitár (1981–1982; †2008)
- Graham Ditchfield – dobfelszerelés (1982–1983)
- Rod Hawkes – basszusgitár (1982–1984, 2006–2008)
- Dermot Redmond – dobfelszerelés (1983–1984, 2006–2008)
- Gary Martin – éneklés (2006–2008)

## Diszkográfia
- Death Penalty (1982)
- Friends of Hell (1983)
- Resurrected (2008)